# Thu Hà (diễn viên)
Đồng Thị Thu Hà (sinh ngày 6 tháng 11 năm 1969) là một nữ diễn viên kịch và điện ảnh Việt Nam nổi tiếng vào thập niên 90, được biết nhiều với biệt danh "tiểu thư lá ngọc cành vàng". Cô được Nhà nước phong tặng danh hiệu Nghệ sĩ Ưu tú năm 2001 và Nghệ sĩ Nhân dân năm 2019.

## Tiểu sử
Thu Hà tên thật là Đồng Thị Thu Hà sinh ngày 6 tháng 11 năm 1969, tại Tuyên Quang. Năm 17 tuổi, Thu Hà rời Tuyên Quang về Hà Nội học tập.
Tính tới năm 2023, nghệ sỹ đang có gia đình với người chồng thứ 2 là một doanh nhân, hơn cô 15 tuổi.

## Sự nghiệp
Năm 1989, cô rời Đoàn văn công Quân khu 2 để  làm diễn viên tại Nhà hát kịch Hà Nội và được đạo diễn Hải Ninh mời đóng vai quận chúa Quỳnh Hoa, trong bộ phim lịch sử "Đêm hội Long Trì" (1989).
Với đôi mắt sắc, diễm lệ và nét mặt "khuôn vàng thước ngọc", Thu Hà được giao đảm nhận những vai diễn có thân thế cao sang hay những vai dịu dàng, nữ tính. Bộ phim Lá ngọc cành vàng (1989) đã biến cô gái 20 tuổi Thu Hà thành ngôi sao của làng điện ảnh phía Bắc.
Thập niên 90 là giai đoạn nở rộ của phim thị trường, cô xuất hiện với loạt vai diễn cùng các "nam thần" điện ảnh Việt Nam thời bấy giờ như: Sau những giấc mơ hồng (1992) với Lý Hùng, Tóc gió thôi bay (1993) với Lê Tuấn Anh, Hoa quỳnh nở muộn (1993) với Lê Công Tuấn Anh. Trong giai đoạn này Thu Hà còn tham gia một vài phim điện ảnh khác như Đời hát rong (1991) với Trần Lực, và Những người thợ xẻ.
Cuối thập niên 90, phim thị trường bắt đầu thoái trào và Thu Hà tập trung hơn cho sân khấu Kịch, và được phong tặng danh hiệu Nghệ sĩ Ưu tú năm 2001. Đến năm 2004 cô trở lại với bộ phim truyền hình Đường đời và giải thưởng "Diễn viên xuất sắc" cho vai diễn trong phim. Tiếp theo quãng thời gian vắng bóng, đến năm 2015, Thu Hà lại xuất hiện trên truyền hình với vai diễn Khanh "Khúc hát mặt trời". Sau bộ phim này, phải đến năm 2021, Thu Hà mới tham gia bộ phim truyền hình nữa là Hướng Dương ngược nắng.
Năm 2019, cô được phong tặng danh hiệu Nghệ sĩ Nhân dân.
Cô từng hai lần đóng phim điện ảnh về Chủ tịch Hồ Chí Minh, đó là "Hẹn gặp lại Sài Gòn" (1990) trong vai Út Vân - người con gái đem lòng yêu chàng thanh niên Nguyễn Tất Thành; và "Nhìn ra Biển cả" (2010) trong vai một người phụ nữ đã giúp đỡ giúp Nguyễn Tất Thành trong thời gian làm thầy giáo.

## Ghi nhận
Là một trong Tứ đại Ngọc nữ điện ảnh thập niên 1990, 2000 gồm Nguyễn Ngọc Hiệp (Hiệp tài nữ), Đồng Thu Hà, Lê Huỳnh Mỹ Duyên, Phạm Thị Hồng Ánh.
- Được nhà nước phong tặng danh hiệu:
  - 2001: Nghệ sĩ ưu tú.
  - 2019: Nghệ sĩ nhân dân.[4]

## Tác phẩm và Giải thưởng

### Vở kịch
| Năm  | Tựa đề                      | Vai diễn    | Giải thưởng cá nhân                      | Giải thưởng cho vở diễn                  |
| ---- | --------------------------- | ----------- | ---------------------------------------- | ---------------------------------------- |
| 1989 | Ngôi nhà trong thành phố    | Bà giáo     |                                          |                                          |
| 2002 | Mùa hoa sữa                 | Nguyện      |                                          | Giải A của Bộ VHTT&DL                    |
| 2004 | Cát Bụi                     | Ái Trinh    | Huy chương Vàng của Bộ VHTT&DL           |                                          |
| 2010 | Tình sử ngàn năm            | Thuận Khanh | Giải B của Hội nghệ sĩ Sân khấu Việt Nam | Giải A của Hội Nghệ sĩ Sân khấu Việt Nam |
| 2012 | Những mặt người thấp thoáng | Thêm        | Huy chương Bạc của Bộ VHTT&DL            | Huy chương Vàng của Bộ VHTT&DL           |
| 2015 | Bỉ Vỏ                       | Tám Bính    | Huy chương Vàng của Bộ VHTT&DL           |                                          |
| 2015 | Điệp khúc vi-rut            | Ngọc Phương |                                          | Huy chương Vàng của Bộ VHTT&DL           |

### Phim
| Năm       | Tựa đề                 | Vai diễn            | Giải thưởng                                                    | Bạn diễn                                                    | Ghi chú                      |
| --------- | ---------------------- | ------------------- | -------------------------------------------------------------- | ----------------------------------------------------------- | ---------------------------- |
| 1989      | Đêm hội Long Trì       | Quận chúa Quỳnh Hoa |                                                                | Vũ Đình Thân                                                | Điện ảnh (Vai diễn đầu tiên) |
| 1989      | Lá ngọc cành vàng      | Nga                 | Diễn viên xuất sắc nhất của Liên hoan phim Việt Nam lần thứ 9  | Vũ Đình Thân                                                | phim Video                   |
| 1990      | Hẹn gặp lại Sài Gòn    | Út Vân              |                                                                |                                                             | Điện ảnh                     |
| 1991      | Canh bạc               | Mai                 | Diễn viên xuất sắc nhất của Liên hoan phim Việt Nam lần thứ 10 | Đơn Dương                                                   | Điện ảnh                     |
| 1991      | Đời hát rong           |                     |                                                                | Trần Lực                                                    | Điện ảnh                     |
| 1992      | Anh chỉ có mình em     | Vân                 | Giải Mai Vàng cho Nữ diễn viên xuất sắc                        | Lê Công Tuấn Anh                                            | Điện ảnh                     |
| 1992      | Sau những giấc mơ hồng | Mỹ Duyên            |                                                                | Lý Hùng                                                     | Điện ảnh                     |
| 1992      | Điện Biên Phủ          | Cúc                 |                                                                | Pierre Schoendoerffer                                       | Điện ảnh                     |
| 1993      | Hoa Quỳnh nở muộn      | Quỳnh               |                                                                | Lê Công Tuấn Anh                                            | Phim video                   |
| 1993      | Tóc gió thôi bay       |                     |                                                                | Nguyễn Chánh Tín, Thương Tín, Lê Công Tuấn Anh, Lê Tuấn Anh | Phim video                   |
| 1999      | Những người thợ xẻ     | Phượng              |                                                                |                                                             | Phim video                   |
| 2002      | Gửi đến mai sau        |                     |                                                                | Trần Lực                                                    | Điện ảnh truyền hình         |
| 2004      | Đường đời              | Tân                 | Nữ viên chính xuất sắc nhất LHP truyền hình Việt Nam           | Hoàng Hải                                                   | Phim truyền hình             |
| 2005      | Trò đùa của số phận    | Hạ Lan              |                                                                | Hải Anh                                                     | Phim truyền hình             |
| 2005      | Ngôi nhà cổ tích       | Hạnh                |                                                                | Mạnh Cường                                                  | Điện ảnh truyền hình         |
| 2010      | Nhìn ra biển cả        | Hương Bình          |                                                                |                                                             | Phim điện ảnh                |
| 2015      | Khúc hát mặt trời      | Bà Khanh            |                                                                | NSND Trọng Trinh                                            | Phim truyền hình             |
| 2020-2021 | Hướng dương ngược nắng | Bà Bạch Cúc         |                                                                | Mạnh Cường, Phạm Cường                                      | Phim truyền hình             |
| 2022      | Thông gia ngõ hẹp      | Bà Hồng             |                                                                | Chí Trung, Trọng Trinh                                      | Phim truyền hình             |
| 2023      | Tình trạng: Đã ly hôn  | Bà Ngọc             |                                                                | Mai Huỳnh                                                   | Phim truyền hình             |
| 2024      | Trạm cứu hộ trái tim   | Bà Nguyễn Hạ Lan    |                                                                | Phạm Cường                                                  | Phim truyền hình             |